# Giulio Avigdor
Moisé Giulio Avigdor, anche noto come Jules Avigdor (Nizza, 1812 – Parigi, 23 dicembre 1855), è stato un politico italiano.

## Biografia
Fu, come il fratello Enrico, Deputato del Regno di Sardegna. Rappresentò infatti il collegio di Nizza Marittima II nella V legislatura.